# Champignon aquatique

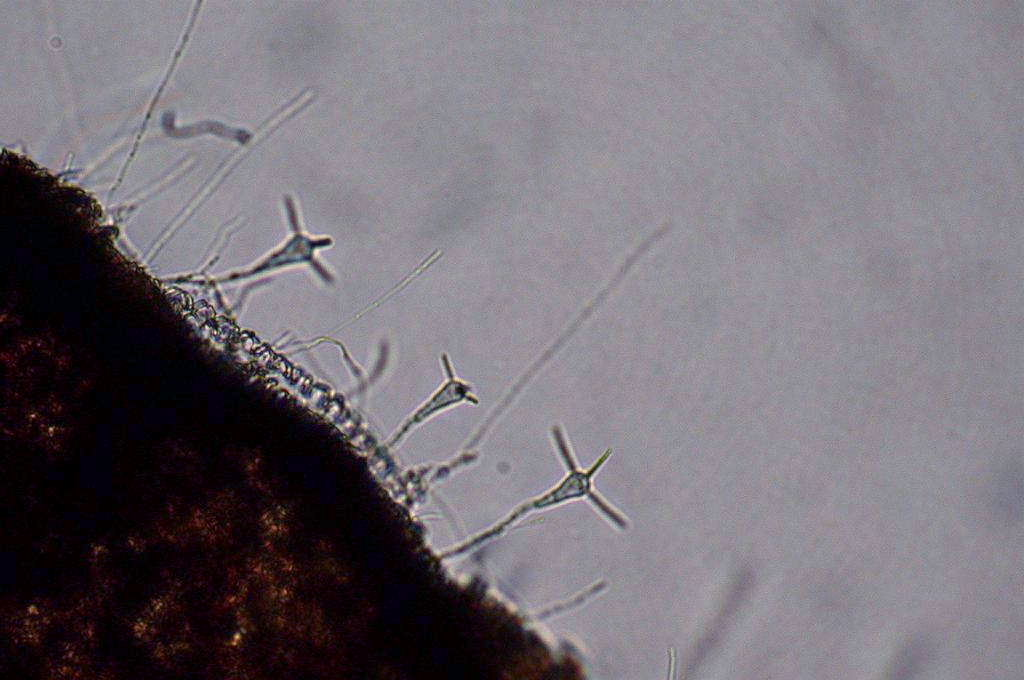
Microchampignon aquatique Clavariopsis aquatica

Les champignons aquatiques (ou champignons amphibies), qui forment l'hydromycoflore, constituent un groupe écologique plutôt que taxonomique. Sauf très rares exceptions, ils sont microscopiques et unicellulaires, et encore relativement mal connus bien que largement répandus. D'abord détectés par des études biomoléculaires sur les microeucaryotes aquatiques, on les a retrouvés jusque dans les grands fonds marins, dans les systèmes hydrothermaux profonds.

## Enjeux
Dans les écosystèmes marins et d'eau douce ils ont un rôle écologique important car ils sont les principaux décomposeurs des éléments ligneux et herbacés grâce à leur capacité à dégrader la lignocellulose et ils contribuent à la décomposition d'animaux morts et d'excréments animaux. Les services écosystémiques globaux qu'ils fournissent sont néanmoins encore mal appréhendés.
Certains microchampignons aquatiques sont des pathogènes importants de végétaux et d'animaux (y compris en mer). D'autres ou les mêmes ont développé des relations symbiotiques avec d'autres organismes marins ou d'eau douce.

## Éléments de définition
Ce sont des organismes capables d'effectuer tout leur cycle de développement sous l'eau (eau douce, saumâtre ou marine selon les espèces) ou à l'intérieur ou extérieur d'organismes aquatiques vivants qu’ils parasitent ou avec lesquels parfois ils entretiennent une relation symbiotique étroite (Mycophycobiose). Ji N.Y & Wang B.G en 2016 parlent de champignons « alguicoles » (algicolous pour les anglophones) pour désigner les champignons qui développent une symbiose en vivant à l'intérieur d'une algue.

## Classification
Ils étaient autrefois classés parmi les « végétaux inférieurs » et/ou comme « champignons imparfaits » (Fungi imperfecti). Ce sont des « champignons » (hyphomycètes et ascomycètes principalement) ayant des origines phylogénétiques diverses, ne formant donc pas un groupe ou taxon unique et cohérent. Ils sont aujourd'hui inventoriés et étudiés par l'« hydromycologie » et en mer dans le cadre de la « mycologie marine ».
À ce jour leurs fonctions dans les écosystèmes et les services écosystémiques qu'ils fournissent sont encore mal cernées, hormis pour quelques espèces pathogènes ou utiles mieux étudiées. Ils jouent un rôle important dans les écosystèmes, pour le cycle du carbone ainsi que dans certaines maladies.
Il existe peut-être plusieurs millions d'espèces microscopiques, ainsi que quelques espèces de lichens aquatiques). Inversement, au sein des « macromycètes » (autrefois aussi dits « champignons supérieurs ») seules deux espèces (rares et non apparentées) ont été à ce jour identifiées comme étant partiellement ou peut-être totalement aquatiques :
1. Psathyrella aquatica, découvert en 2005 et scientifiquement décrit en 2010 ; c'est la seule espèce connue de champignon aquatique à lamelle qui ne semble vivre que sous l'eau ou dans l'eau. Elle est étudiée pour son intrigant cycle subaquatique de développement et de reproduction [11].
2. L'autre espèce, très différente, n'a été décrite qu'en 2014 (par J.L Frank [12]). Trouvé dans les Cascade Mountains en Oregon, c'est un Pezize (champignons en forme de coupe, sans lamelles), nommée Peziza oliviae ; Il a été trouvé sur du bois-mort submergé, mais aussi près de l’eau courante, sur des substrats détrempés.

Ces deux espèces dégradent du bois-mort immergé ou peut-être d'autres sources riches en cellulose ou lignine. Elles ont rarement été observées, et toujours en eau douce. En régression dans les contextes anthropisés, elles pourraient avoir une valeur bioindicatrice.

## Généralités (caractéristiques, spécificités)
La microfonge subaquatique est très discrète et presque toujours invisible à l'œil nu (car souvent microscopique et non-pigmentée). Elle contribue à efficacement dégrader la nécromasse immergée (bois morts, litières subaquatiques de feuilles mortes,), les cadavres, une partie de la matière organique sédimentée, ainsi que les déjections présentes dans l'eau, sur des surfaces dures ou sur le sédiment immergé ou mouillé.
Certaines espèces vivent aussi sur les parties émergées de plantes palustres mortes (roseaux par exemple).
Elle constitue une part significative de la « mycobiodiversité », qui a elle-même été longtemps ignorée puis sous-estimée,.
Elle joue ainsi un rôle majeur dans le cycle du carbone. Les microchampignons aquatiques les plus spectaculairement « visibles » sont les Leptomitus qui pullulent dans certaines eaux polluées par de la matière organique. Cependant ces champignons filamenteux sont à l'œil nu impossibles à distinguer de filasses bactériennes uniquement formées de Sphaerotilus (qui pullulent dans les mêmes conditions). De plus, ces champignons et bactéries coexistent souvent dans ces environnements pollués. Selon A Wurtz, les rejets de laiteries favorisent les champignons, éventuellement en peuplements purs dans le cours d'eau, ainsi mais moindrement que les féculeries ou amidonneries, alors que les papeteries, sucreries, distilleries et égouts favorisent les bactéries sphaerotilus.
Dans les cours d’eau bien aérés, ce sont les champignons aquatiques (oomycètes et Chytridiomycètes principalement) qui contribuent le plus à dégrader les milliards de feuilles mortes tombées à l’eau chaque année (mais non dans les marais pauvres en oxygène où les bactéries les dominent).
La microfonge est aussi l'une des sources de dégradation des coques de navires en bois et des aménagements immergés faits de bois.
La microfonge aquatique renferme un grand nombre d'espèces, souvent très discrètes et microscopiques. Elle est encore mal connue.
Les espèces aquatiques « inférieures », souvent filamenteuses et autrefois classées parmi les phycomycètes, peuvent former des biofilms ou dans les eaux polluées d'importants flocs mycéliens (qui évoquent selon les cas un duvet, des flocons ou des filasses ayant souvent l'apparence d'une « queue de mouton » ou d'une « queue d'agneau immergée », se développant sur une épaisseur qui peut atteindre une vingtaine de cm voire plus. Selon Wurtz, ces accumulations filamenteuses sont surtout caractéristiques des Leptomitus si l'on est en aval d'une laiterie. Ils sont difficiles à identifier par l'observation, car sous l'eau ils produisent très peu d'organes de reproduction (anthéridies, oogones, spores de reproduction asexuée nécessaires à leur identification exacte). Dans les pays riches, les stations d'épuration mises en place dans les années 1980 à 2000 ont éliminé la plupart de ces manifestations, mais elles persistent dans les pays pauvres ou à législation environnementale déficiente.
Wurtz signale que quand le courant est important (ex radier de moulin, conduite forcée, barrage, vannage) ou sur des éléments en mouvement (roue du moulin) la taille des flocons et filasses diminue en évoluant vers un épais biofilm encroutant, plus ou moins épais, élastique et comme « parcheminé ». Les flocons de Leptomitus sont fixés, mais le courant peut les détacher et les emporter. Ils remontent alors en surface et contribuent à la dispersion de l'espèce (on les a parfois confondus avec des flocons de lait caillé ou des restes de pâte à papier emportés par le courant en aval de rejets d'effluents industriels). Ces flocons flottants sont blanchâtres à gris-noir selon la teneur de l'eau en oxygène là où ils se sont formés et selon le type de polluants ou résidus qu'ils renferment. ou deviennent noirs avec les produits de leur propre fermentation quand la partie centrale d’un floc meurt parce que privée d’oxygène.

## Nombre d’espèces
Ce nombre est inconnu – même approximativement - à ce jour, tout comme celui de l’ensemble des organismes de la fonge qui était considéré d’environ 1,5 million en 1991, mais qui selon les estimations récentes basées le séquençage à haut débit serait plus près de 5,1 millions d'espèces .
Alors qu'en 1998 M. Wong comptait un peu plus de 600 espèces (dont environ 300 ascomycètes) scientifiquement décrites (hors lichens et champignons périodiquement immergés de berge), 8 ans plus tard (en 2006) Shearer et al. en comptaient environ 3400 espèces tout en reconnaissant qu'un grand nombre d'espèces de champignons aquatique n'ont pas encore pu être décrites.
Et l’année suivante (2007) Carol A. Shearer & al. comptaient environ 3000 espèces de Fungi et 138 espèces de saprolegniae trouvées dans des habitats aquatiques, la plupart étant des Ascomycetes. Au même moment, Schmit estimait que l’hypothèse la plus basse est de 8400 espèces. À la vitesse des découvertes faites en 2010, il faudrait plus de 1000 ans pour les décrire tous.

La mycologue Meredith Blackwell de l’Université de Louisiane estime que les nouveaux outils moléculaires d’inventaire de la biodiversité pourraient accélérer le rythme des découvertes. Dans le contexte de la crise de la biodiversité parfois dite « sixième extinction », et d'une large utilisation de fongicides, il est cependant probable que certaines espèces rares et/ou vulnérables aient récemment disparu ou soient en situation critique.

## Détection et identification
Les champignons aquatiques sont souvent microscopiques, peu pigmentés ou translucides et plus fragiles que leurs cousins terrestres. Ils semblent moins accessibles, mais peuvent être facilement échantillonnés in situ dans le milieu (en pleine eau ou sur divers supports) ou à partir de supports/appâts immergés dans le milieu le temps qu’ils soient colonisés par des champignons, puis récupérés et observés en laboratoire.
Ils sont alors identifiés (au microscope dans presque tous les cas), successivement sur la base de leur morphologie, de leur anatomie, de leur sporulation ou sur la base d’analyses biochimiques ou génétiques ). Des approches telles que le métabarcoding vont peut être permettre de bientôt faciliter les inventaires en pleine eau, dans le sédiment ou à grande profondeur.

## Champignons «semi-aquatiques»
Si de nombreuses espèces sont clairement adaptés à la vie sous l'eau, avec des propagules dotées des capacités de dispersion aquatiques très spécialisées, et effectuant la totalité de leur développement et reproduction sous l'eau, d'autres sont simplement amphibies (seule une étape de leur cycle de vie s'effectue sous l'eau, ou cette étape n'est pas obligatoire). Certains ne vivent pas sous l'eau, mais leurs spores peuvent être dispersés par l'eau et dans l'air. Les spores de nombreux champignons terrestres peuvent être véhiculés par l'eau hydrochorie, ce qui ne confère pas à ces espèces un caractère aquatique.
Ainsi, la plupart des champignons de berges ou trouvés sur des souches ou bois flottés sont en réalité semi-aquatique (ou « aéro-aquatiques »). Certaines de ces espèces, notamment trouvées sur les feuilles, tiges ou rhizomes de plantes palustres ont été classées comme aquatiques, mais on découvre peu à peu qu'elles sont souvent le « stade anamorphe » de divers genres d'ascomycètes ou de basidiomycètes trouvés sous d'autres formes dans le milieu terrestre.

## Distribution géographique et verticale (dans la colonne d'eau)
Les déterminants de leur distribution commencent à être mieux compris : Ils sont notamment liés au taux de matière organique et d’oxygène, et à la température, mais ils font encore l’objet d’études.

### Distribution spatiale
L'hydromycoflore est largement distribuée dans le monde et trouvée abondante à presque toutes profondeurs et altitudes (si de la matière organique et de l'oxygène sont présents en suffisance). Certaines espèces se développent jusqu’à une température proche de 0 °C ou quelques espèces extrémophiles supportent d’autres types d’environnement inhospitaliers pour d'autres espèces.
Ils ne forment des populations très vastes et denses (biofilms parfois très épais et presque monospécifiques) que dans des conditions très particulières, presque toujours liées à des déséquilibres écologiques induits par exemple par des rejets industriels, domestiques ou agricoles graves, ou dans la nature par la présence d'un cadavre animal immergé.
Au vu des données disponibles au début des années 2000, la diversité fongique subaquatique est maximale (pour tous les groupes connus) en zone tempérée, devant les zones tropicales asiatiques, mais ce patron de répartition pourrait être pour tout ou partie simplement dû à la pression d'inventaire qui a été plus forte en Europe et en Amérique du Nord. Beaucoup d'espèces sont encore à découvrir dans des habitats aquatiques, qui pour une grande partie n'ont pas encore été échantillonnés, notamment dans les régions boréales, en Afrique, en Australie, en Chine, en Amérique du Sud et dans de nombreuses régions tropicales.

### Distribution verticale

#### Dans la colonne d'eau
Suzuki (en 1960) estime que la distribution du mycobiote aquatique est globalement uniforme dans les eaux qui circulent, mais qu’elle se stratifie rapidement dans les eaux stagnantes, notamment en été et en hiver.
En 1997, Lorez & al. montrent que l'on peut cultiver certains champignons aquatiques sous des conditions de température et de pression hydrostatique correspondant à celles des grands fonds marins , où ils ont effectivement été retrouvés (dont des levures pathogènes pour les modioles (bivalves trouvés autour des sources hydrothermales profondes). Une première collection de champignons (filamenteux et levuriformes) provenant d’écosystèmes hydrothermaux a été constituée au début des années 2000.
Dans l'eau, la richesse spécifique en champignons aquatique semble cependant généralement diminuer avec la profondeur, probablement en raison de la chute de la température et de la teneur en oxygène avec la profondeur.
Les facteurs influençant la diversité mycologique similaire dans la sous-surface et les eaux benthiques dans les lacs ont été étudiés par Silicki (2008).

#### Dans le sédiment (superficiel ou profond)
L’étude de la fonge microbienne des sédiments marins profonds est récente,, ,. A ce jour, on en a trouvé jusqu’à 1 740m sous le plancher océanique. Les paramètres physico-chimiques (pression, température, pH) et écologiques (oligotrophie plus ou moins importante en profondeur…) semblent structurer ces communautés microbiennes au sein des sédiments marins profonds.
Des travaux scientifiques récentes, par exemple de Vanessa Rédou (2011-2014) et de M Navarri (2016) ont porté sur 183 espèces de champignons dont 80% ont été isolés d'échantillons de sédiments prélevés dans le « bassin de Canterbury » (Nouvelle-Zélande) entre 4 et 1 884 mètres sous le plancher océanique, après une étape préalable d’enrichissement du sédiment sous pression hydrostatique et après une étape de déréplication . Le séquençage et l'analyse phylogénétique ont dans ce cas montré une très forte prédominance des Ascomycota (plus de 89% des cas). Les genres Penicillium et Fusarium (connus sur les continents pour être ubiquistes) dominaient la catégorie des champignons filamenteux et le genre Meyerozyma dominait dans le groupe des levures. Les Basidiomycota (11%) étaient surtout des levures du genre Rhodotorula. Ces taxons ne sont pas nouveaux pour la science, déjà connus dans des écosystèmes terrestres, mais ils semblent ici avoir développé des adaptations aux conditions extrêmes de la biosphère profonde.
Le potentiel de synthèse de métabolites secondaires présente un intérêt biotechnologique. Ces souches ont été « criblées » en recherchant des métabolites potentiellement bioactifs. Plus de 96% de la collection possédait au moins un des gènes ciblés. Seules huit souches de levures n’ont présenté aucun des gènes recherchés. 
Curieusement, ces souches semblent non halophiles à 25 °C. mais plus la température augmente (et elle augmente avec le pression dans le sédiment), plus ils résistent au sel (les souches les plus profondes seules se montrent vraiment halophiles) ; dans le bassin de Canterbury, la température passe de 2 °C à l’interface eau-sédiments à 60-100 °C à presque 2km de profondeur . Le gradient moyen de température dans les sédiments océaniques est d’environ +25 °C par km de sédiment.

## Habitats
Presque partout où de la matière organique biodégradable est présente sous l’eau sous forme de nécromasse, d’excréments ou excrétas (voire d’organismes vivants), des espèces de champignons sont apparues. Sridhar les a trouvées si présentes dans certains cours d’eau qu’il a proposé de les classer comme « planctoniques ». Des espèces microscopiques ont été trouvées dans l’eau interstitielle (« hyporhéique ») du compartiment sous-fluvial des cours d’eau (là où il existe et est assez oxygéné).
On distingue souvent (parce qu'habitant des espèces différentes) les :
- habitats d'eaux douces lotiques ;
- habitats d'eaux douces lentiques (lacs, étangs, mares, marais…) ;
- habitats marins, esturariens ou de mangrove ; il existe de nombreuses espèces marines (étudiées par la mycologie marine[43]), estuariennes[44],[45]), de mangroves[46], de zones humides de type mares, marais, lacs[47] étangs et de cours d’eau.
- habitats artificiels, par exemple les réservoirs et retenues d'eau, les bassins industriels ou communaux de rétention, de sédimentation, de station d’épuration, les rejets d'eaux polluées en aval de papeteries, abattoirs et industries agroalimentaires). Certaines pollutions agricoles (eaux polluées par les fumiers ou lisiers) sont localement devenues de nouvelles sources de nutriments pour ces espèces que l'on trouve alors plus abondantes dans ces contextes.
- habitats aquatiques spécifiques aux creux ou cavités d’arbres sénescents ou morts[48]. Dans les forêts anciennes, ces cavités constituent un véritable réseau de « micro-zones humides perchées »[49] (une étude hongroise y a trouvé quelques espèces de champignons aquatiques et « aéroaquatiques », qui y sont communément présents : Alatospora acuminata, Articulospora tetracladia, Camposporium pellucidum, Colispora cavincola (ou Dactylella submersa), Helicodendron paradoxum, Helicodendron westerdykiae , Tricladium castaneicola (ou Tricladium sp.)[50], outre Triadelphia hungarica et Colispora cavincola également détectés, Gönczöla montré en 1976 que les populations fongiques qu’on y trouve varient significativement de juillet à octobre (alternance de champignons aquatiques et aéroaquatiques) [51]. Dans les mêmes habitats de cette région, on a aussi observé Diplocladiella scalaroides, Oncopodiella trigonella, Triadelphia heterospora, T. uniseptata et Pseudospiropes obclavatus.

Quelques espèces se développent très bien jusqu’à près de 0 °C là où la croissance des bactéries est inhibée par le froid (peut être en partie parce que l’eau froide est naturellement plus riche en oxygène).
Certains microchampignons aquatiques vivent dans des eaux dystrophes et presque anoxiques, mais alors près de la surface ou dans des eaux très courantes où un peu d’oxygène d’origine aérienne est en permanence disponible (par exemple dans l'eau courante juste en aval de certains émissaires de rejets urbains, agricoles et/ou industriels en général). 
Cependant, les champignons amphibies dits "supérieurs" ont un important besoin d'oxygène peu compatible avec une vie prolongée sous l'eau, faute d'organe respiratoire adapté (ce sont des espèces aérobies qui sont devenues aquatiques). Psathyrella aquatica peut profiter des bulles d'oxygène libérées par les algues, végétaux ou éponges photosynthétiques (Spongilla lacustris), ces bulles pouvant être provisoirement piégées sous le chapeau du champignon.

Un champignon aquatique a néanmoins toujours besoin d’oxygène (en phase de croissance en tous cas). Ces organismes sont donc plus présents près de la surface ou dans les eaux courantes ou aérées par des turbulences constantes. Sinon, on peut aussi les trouver près de communautés photosynthétiques qui sont une source directe d’oxygène dissous (ou de bulles d’oxygène pouvant s’accumuler sous les lamelles de Psathyrella aquatica, l’unique champignon à lamelles connu capable d’effectuer tout son cycle de croissance sous l’eau .
Le mycobiote aquatique n'est pas réputé dépendre de la lumière. Si sa variété diminue avec la profondeur, c'est probablement à la suite d'une moindre disponibilité en oxygène issu de l'atmosphère et de la photosynthèse (de nuit notamment) et à une chute de température ; deux facteurs jugés aussi affecter la biomasse de champignons, plus que la diversité mycologique qui semble similaire dans la colonne d'eau et au niveau benthique, par exemple dans les lacs étudiés par Silicki (2008). Suzuki (1960) a constaté une distribution uniforme de mycobiota quand l'eau circule naturellement puis une distribution stratifiée quand l'eau stagne en été et en hiver.
De nombreuses études cherchent à préciser les conditions biotiques (trophie, variations saisonnières,, et interactions durables en particulier) et abiotiques (température, pH, pression, salinité, gaz et minéraux dissous dans l’eau, présence de métaux, dont le fer, etc.) de leur développement, notamment dans les têtes de bassin versant (près des sources), mais aussi dans les lacs (A titre d’exemple, des études polonaises ont cherché à comprendre les rôles et significations des champignons aquatiques de 2 lacs présentant des caractéristiques différentes) . Des mycologues y ont inventorié tous les champignons et « organismes fongiformes », y trouvant en deux ans (2005-2007) au total 54 espèces (tous de type microorganisme, appartenant aux genres Achlya, Anguillospora, Aphanomyces, Aplanes, Apodachlya, Composporium, Debaryomyces, Dictyuchus, Isoachlya Kluyveromyces, Leptolegnia, Metschnikowia, Pichia, Pythiogeton, Pythium, Saccharomyces, Saprolegnia, Thraustotheca, Zoophagus, les genres Achlya et Saprolegnia étant les plus nombreux en termes d’espèces) dans la colonne d'eau et sur le fond (espèces benthiques) dont 36 espèces dans les lacs Marta (plus pauvre en oxygène) et 45 dans le lac Sitno, avec une diversité d'espèces plus grande là où l’eau est plus oxygénée et riche en composés d'origine biologique dans de l'eau de surface. Comme pour la plupart des autres cas, la température et l’oxygène de l’eau étaient ici les facteurs qui affectent le plus la distribution du mycobiote dans ces eaux lacustres. La diversité en espèce et l’indice de Shannon de biodiversité étaient les plus élevés en été. Les champignons terrestres sont connus pour leur capacité (différente selon les espèces et souches) à absorber, bioconcentrer et supporter certains métaux toxiques, d’autres étant toutefois fongicides (cuivre) ; or, dans les eaux acidifiées ces métaux peuvent être beaucoup plus biodisponibles.

## Histoire

### Dans l'histoire de la Vie
Les premiers organismes aquatiques de type fongique se sont probablement mal fossilisés.
On suppose que les chytrides sont un groupe très ancien. Ils sont la base phylogénétique probable de tout le règne fongique, c'est-à-dire ancêtres probables des Zygomycota puis des Ascomycota et des Basidiomycota (ces derniers étant presque exclusivement terrestres).
Il est probable qu'à la suite d'une convergence évolutive de nombreuses espèces qui se ressemblent fortement aient néanmoins des origines très différentes.

### Histoire scientifique

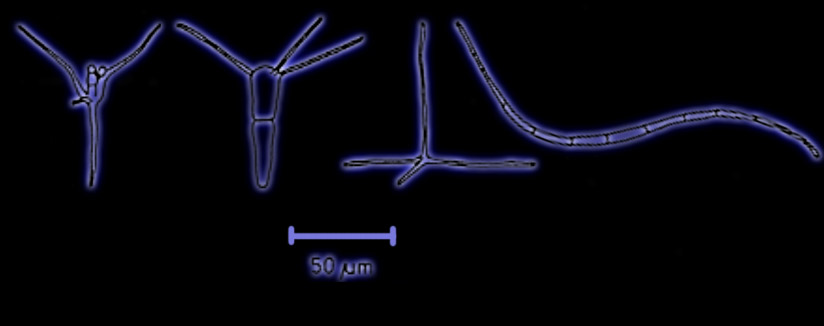
Les quatre premières espèces de champignons aquatiques décrites par de Wideman de 1893 à 1895 ; Tetracladium marchalianum, Clavariopsis aquatica, Lemonniera aquatica et Anguillospora longissima (dessins d'après Wildeman 1893-1895 qui les avait observés sur des échantillons de matière organique provenant de mares et lacs).

il y a plus d'un siècle, de 1893 à 1895 Émile De Wildeman décrivait 4 espèces nouvelles de champignons subaquatiques microscopiques trouvés dans des mares et petits lacs, toutes dotées de conidies d'une forme très inhabituelle. Mais ses observations suscitent peu d'intérêt et sont oubliées durant plus de 50 ans.
Le concept de « champignon aquatique » n'a été proposé qu'en 1942 par le mycologue et botaniste anglais C.T. Ingold alors qu'il étudiait les champignons microscopiques qui dégradent les feuilles immergées d'aulnes et de saules (dans un ruisseau).

Il y trouve 16 espèces (appartenant à 13 genres) dont 10 nouvelles pour la science, ce pourquoi l’expression de « champignons ingoldiens » est parfois employée pour les décrire.

Comme Wildeman avant lui, Ingold constate que les spores de ces espèces ont souvent une forme inhabituelle, complexe (ramifiée ou longue et recourbée, parfois torsadée), ce qui pourrait suggère-t-il leur permettre de mieux se fixer sur les feuilles en cours de décomposition dans le lit des cours d'eau.
D'après les données dont il disposait en 1974, il a estimé que « moins de 2 % des espèces (de champignons) sont aquatiques ».
Divers observateurs tels J. Duché en 1945 (ingénieur EPCI, docteur en médecine docteur ès science) constatent que depuis que l'on étudie l'eau au microscope de nombreux spores ou champignons microscopiques y sont observés. Il propose de tenter de distinguer :
1. les cas accidentels d'organismes accidentellement arrivés dans l'eau via l'air ou le ruissellement ou l'érosion des sols ;
2. les cas de saprophytes (aquatiques obligatoires ou indifférents) dont certains peuvent note-t-il végéter immergés (ou en prenant dans l'eau une forme de levure) ;
3. les champignons parasites d'animaux ou plantes aquatiques[63].

Il note que des thalles de mucor se forment souvent sur les milieux de culture utilisés pour analyser l'eau, mais il ignore s'ils seraient capables dans la nature de vivre dans l'eau ou sur le sédiment ; il reconnait que, hormis pour les champignons parasites d'organismes strictement aquatiques, on ne dispose pas encore « de critères certains pour affirmer qu'un champignon est aquatique ». Il appelle à combler ces lacunes de connaissance, car « la connaissance exacte de la flore mycologique des rivières, lacs et étangs, permet d'éclairer nombre de problèmes de biologie lacustre ou fluviale ».
Depuis, de nombreuses études ont été faites et, selon Bärlocher (1982), en raison notamment de leur vie aquatique, les champignons ingolidiens ont une écologie particulière.

## Écologie des champignons aquatiques
L'écologie des espèces diffère fortement selon qu’il s’agisse de microorganismes en suspension ou de champignons temporairement fixés ou de champignons à lamelles (une seule espèce connue à ce jour), parasite ou non.

### Reproduction
Toutes les espèces de chytrides produisent des spores motiles (dites « zoospores ») à un flagelle, capables de nager dans l'eau ou dans un liquide de densité proche (on les dit uniflagellés) ; c'est un fait unique dans le règne des mycètes. mais d'autres adaptations au milieu aquatique sont constatées, plus ou moins partagées par certains groupes d'espèces, avec des points communs parfois remarquables, mais relevant probablement souvent d'une convergence écologique (voir plus bas).
Remarque : La plupart des champignons aquatiques semblent très peu ou très rarement utiliser la reproduction sexuée. Et le fait de ne pas pouvoir observer les organes reproducteurs () a longtemps rendu leur identification au microscope très difficile.

### Stratégies de dispersion géographique
Les spores de l’hydrofonge, probablement comme ceux des pollens de plantes subaquatiques ou d’autres types de propagules aquatiques (de ptéridophytes, bryozoaires, bryophytes..) ont dû s’adapter à l’environnement aquatique, avec de possibles convergences évolutives entre ces organismes.
Par exemple ils ont évolué pour flotter ou se déplacer près de la surface de l’eau et sont souvent dioïques, deux caractéristiques « prédites » par les modèles portant sur la facilitation de la dispersion dans l’eau.
En toute logique, l’hydrochorie (transport de propagules qui peuvent être des zoospores ou des thalles entiers) par le courant, les embruns ou le ruissellement) est réputée être la stratégie a priori la plus commune de dispersion chez les « champignons » aquatiques. De nombreux propagules sont effectivement observés dans les torrents, sur des substrats mobiles, ou simplement en suspension dans l'eau courante. L’hydrochorie dans les cours d’eau implique un transport unidirectionnel de l’amont vers l’aval. Si cela était totalement vrai, l'amont de tous les cours d'eau devrait donc être très pauvre en diversité spécifique et génétique, voire déserté par les champignons aquatiques et autres organismes non motiles. Or, ce n’est pas le cas (dès que le milieu est riche en matières organiques sous forme de bois, feuilles voire de matière en suspension) ; il existe donc des mécanismes écologiques permettant une « remontée » massive de propagules de l’aval vers l'amont. Cette remontée implique probablement la zoochorie (le transport de propagules par des animaux d’un point géographique à un autre). Ce transport pourrait être assurée par des oiseaux (ornithochorie), des poissons migrateurs remontant vers les sources (ichtyochorie) et/ou sur de moindres distances par d’autres animaux aquatiques se déplaçant linéairement dans le cours d’eau (Castor par exemple) ou sur ses berges (Loutre, Campagnol amphibie, Rat musqué, Ragondin, etc.).
Des spores fongiques ont été trouvées en quantité parfois très importante dans la mousse qui se forme dans certains ruisseaux, torrents et cours d’eau rapides ou au niveau des chutes,). En Inde certaines espèces trouvées en zone de climat équatorial semblent néanmoins uniquement se reproduire que dans des eaux plus fraiches, en altitude, car leurs spores n’ont été retrouvées (en quantité importante) que dans la mousse de torrents de montagne. Dans ces torrents frais de montagne, peu d’espèces de type tempéré ont par ailleurs été trouvées. Ceci laisse penser que ces espèces tropicales pourraient dans certaines régions être vulnérables au réchauffement climatique et que le réchauffement de l'eau en amont et en altitude pourrait se traduire par la disparition de certains champignons saprophytes loin en aval des cours d'eau.
Dans les zones humides, les mers ou les zones d’inondation, en raison des courants, aux mouvements de masses d’eau ou via la zoochorie, les déplacements des propagules sont naturellement plus complexes. Ils peuvent parfois être massifs, rapides. Ils semblent souvent très saisonniers, lors d’une inondation par exemple).
Dans le contexte d’anthropisation générale de la planète, les canaux artificiels creusés entre des cours d’eau éloignés ont mis en relation directe des bassins versants qui ne l’étaient pas naturellement, de même pour des mers avec le canal de Suez et le Canal de Panama qui permettent maintenant des transferts interocéaniques directs, y compris de champignons potentiellement pathogènes ou parasites, de poissons notamment ;
De même l’histoire des espèces envahissantes montre que le transport de propagules par des objets artificiels, des substrats naturels colonisés passivement mobiles, voyageant entre deux eaux ou flottants ou encore via des objets activement mobiles (coques de bateaux, ballast de navires) existe aussi et peuvent contribuer à des transferts à échelles locales à transcontinentales.
D’autres adaptations à la dispersion dans ou sur le milieu aquatique sont trouvées chez les spores non motiles des taxons Ascomycota et Deuteromycota. Ces spores sont flottantes et/ou présentent des formes très souvent bien plus complexes (notamment chez les espèces marines) que ceux des champignons terrestres. Ces spores sont garnies d'appendices, entourées d'enveloppes, de mucilage et/ou d'ornementations des parois. Ces particularités sont toutes ont été interprétées comme des adaptations à la dispersion et/ou à l’attachement à des substrats particuliers selon Jones (2006).

Les biologistes ont été surpris de découvrir que les conidies de certaines espèces produisent un mucilage abondant. Celui-ci pourrait jouer un rôle important dans l'adhésion de la conidie à un substrat lisse ou exposé au courant (Cf. pages 135, 137, 138, 140 à 149 et 215, in The Ecology of Aquatic Hyphomycetes. Ce mucilage pourrait aussi protéger certaines espèces marines du sel, ou dans les eaux vives être un moyen de protéger des enzymes sécrétés par le champignons le temps qu'ils attaquent le substrat-cible, alors que sans ce mucilage, ces enzymes seraient dissous ou emportés par l'eau courante environnante.
Certaines espèces (parfois pathogènes comme Sporothrix globosa (sv)) sont trouvées sur presque toute la planète, et leur relative homogénéité génétique montre des contacts et des échanges génétiques réguliers et intenses entre les différentes populations géographiques du monde. Ceci démontre que ces espèces ont développé d’excellentes capacités de dispersion mais aussi d’adaptation à différents hôtes et habitats.

### Alimentation, stratégie nutritionnelle et croissance
Les champignons aquatiques sont hétérotrophes.
La plupart sont saprophytes (décomposeurs, coprophiles ou lignivores et/ou capables de dégrader la cellulose, la chitine et la kératine ou d’autres protéines complexes pour certaines espèces). 
Nombre d'entre eux, grâce à des protéases (ex : kératinase des champignons kératinophiles et/ou kératinolytiques, c'est-à-dire qui dégradent la kératine) qu'ils produisent peuvent dégrader la chitine et la kératine des carapaces, écailles et phanères (ongles, griffes, cornes, poils) et de la peau d'organismes aquatiques (ou non), morts ou parfois vivants (dans ce dernier cas on les dits alors pathogènes, mais les infections sont souvent « opportunistes » (faisant suite à une blessure ou à une déplétion immunitaire par ex).
De nombreuses espèces sont des parasites opportunistes ou parfois spécialistes ou « obligatoires », et dans quelques cas, encore mal connus (comme dans le genre d’Oomycota; les Pythiella) ou ce sont des hyperparasites (c'est-à-dire qu’ils parasitent d’autres champignons parasites),.
En eau douce, des associations symbiotiques, mutualistes et/ou commensales (de la flore intestinale des arthropodes notamment,), ou dans d'autres cas des associations parasitiques semblent communes. Ces associations aident ces organismes à mieux accéder à certains compartiments trophiques (à la matière organique en suspension notamment, ou à la matière organique ingérée, par exemple pour les espèces endophytes ou capables de coloniser une partie du tractus digestif d’un animal, qui peut être l’Homme).
Les interactions fungi-fungi ou fungi-bactéries jouent un rôle important, voire critique dans les processus de décomposition subaquatique de la matière organique, et donc dans le cycle du carbone, mais ils ne sont étudiés que depuis peu avec une approche plus holistique de cette communauté microbienne au sein de l'écosystème et des réseaux trophiques microbiens . Ces interactions sont complexes. On les étudie notamment dans des milieux plus ou moins extrêmes, comme dans d’anciens marais salants du sud-est des États-Unis où, en association avec une communauté de bactéries, plusieurs espèces d’ascomycètes décomposent les restes de la plante halophile Spartina alterniflora qui domine ces milieux. Dans ce contexte, il a été constaté que ces communautés saprophytes varient peu dans l’espace ou avec le stade de décomposition, mais beaucoup temporellement, en fonction de facteurs écologiques encore mal compris, et qui n'ont pas pu être expliqués par les changements de succession de communautés ni par des relations simples avec des facteurs environnementaux.. Concernant l’abondance de ces décomposeurs, des corrélations négatives ou positives ont par contre été trouvées entre les taxons fongiques dominants et les bactéries, qui laissent penser qu’il existe des interactions écologiques entre ces deux types de décomposeurs.

### Mode de vie
Ils sont très divers selon les espèces considérées.
Les thalles des chytrides ne forment pas de vrai mycélium et certaines espèces sont unicellulaires.
Selon les espèces et moments ils peuvent être trouvés sur un substrat, à l’intérieur ou à l’extérieur d’un autre organisme qu’ils occupent ou parasitent (parfois à l'intérieur d'un autre champignon dans le cas d’espèces hyperparasites) ou en suspension dans l’eau.
Certaines espèces sont connues comme étant des symbiotes d'animaux ; par exemple les Neocallimastigales font partie du microbiote (ici actives dans le rumen) des herbivores ruminants chez lesquels ils contribuent à la dégradation de la cellulose. Il est probable que de nombreuses relations (symbiotiques ou non) avec d’autres micro-champignons, avec d’autres micro-organismes et avec des algues, bactéries, cyanophycées et plantes supérieures existent aussi (certaines racines aquatiques sont gainées d’un manchon fongo-bactérien qui peut évoquer les systèmes bactério-mycorrhysiens observés sur terre).
Certains sont des pathogènes de petits animaux aquatiques (rotifères par exemple), d’algues unicellulaires aussi petites que des diatomées, ou d’organismes de plus grande taille tels que les plantes aquatiques, les invertébrés aquatiques (crustacés par exemple), des poissons ou encore des amphibiens.

Ces derniers s'en défendent normalement en sécrétant ou métabolisant des composés fongicides ou protecteurs (par exemple produits ou stockés dans un mucus).

### Capacité de survie hors de l'eau
Les propagules de certaines espèces aquatiques sont souvent trouvées en milieu terrestre,, , notamment sur les bois et feuilles humides.
Certaines de ces propagules supportent la congélation, des températures relativement élevées et/ou une certaine déshydratation, ce qui leur permet de survivre un temps plus ou moins long en milieu terrestre,.
Ainsi, en expérimentant le transfert de disques de feuilles morts inoculés par 10 espèces différentes des champignons (hyphomycètes) aquatiques vers une litière forestière de feuilles-mortes, afin de tester leur capacité à survivre en « régimes hydrique terrestre », des biologistes ont constaté en 1978 que « quatre de ces espèces ont rapidement disparu, trois après huit mois, l'une après 11 mois alors que les deux dernières ont survécu au moins 12 mois » .
Une étude canadienne a évalué (en Nouvelle-Écosse) la survie en lien avec la dispersion latérale de propagules (perpendiculairement à l'axe du cours d’eau) d'hyphomycètes aquatiques ou semi-aquatiques.
Les auteurs ont effectivement trouvé des propagules de ces champignons sur les berges et dans les lieux régulièrement inondé ou à leurs abords, mais de moins en moins au fur et à mesure qu’on s’éloigne du cours d’eau .

### Rôles écosystémiques
Ce sont principalement des décomposeurs de la nécromasse immergée. Ils contribuent ainsi de manière majeure au recyclage de la matière organique. D'autres rôles sont attribués à certaines espèces ou à l'ensemble de la fonge aquatique :
Tous ces champignons, et leurs spores, servent également de nourriture à de nombreuses autres espèces (zooplancton, bactéries et invertébrés qui les consomment). Ainsi les Chytrides ont au moins 5 rôles identifiés dans la dynamique de la chaîne alimentaire :
1. ) leurs zoospores et conidies (par exemple très abondantes dans la mousse qui se forme dans les torrents, y compris dans les torrents et ruisseaux de montagne où l’eau est a priori plutôt pauvre en nutriments organiques, mais riche en minéraux et surtout constamment très oxygénée[95],[96]) sont une source de nourriture pour le zooplancton et divers invertébrés aquatiques ; Ingold compte de 1000 à 10 000 conidies par litre d’eau de ruisseau [62].
2. ) en décomposant la matière organique particulaire, ils libèrent des nutriments pour d’autres espèces ;
3. ) ce sont parfois des parasites d'algues et de plantes aquatiques (ils peuvent alors, comme les virus avoir un rôle de régulation de blooms algaux) ;
4. ) ce sont parfois aussi des parasites d’animaux aquatiques (avec un possible rôle de régulation, par exemple pour les champignons parasites de nématodes [97];
5. ) ils convertissent des composés inorganiques en composés organiques…

Ces caractéristiques invitent à mieux les comprendre, et à mieux situer leur place dans les processus écologiques, dans les écosystèmes aquatiques. La biologie moléculaire devrait permettre de peu à peu de mieux évaluer, quantitativement et qualitativement, les services écosystémiques auxquels ils contribuent, et d’évaluer leur biodiversité dans divers types de milieux.

### Cas de la biodécomposition des litières de feuilles et des bois-morts immergés
Dans l'eau (comme sur terre) en dépit de leur taille modeste et de leur quasi-invisibilité, les deux groupes de décomposeurs microbiens les plus importants en termes de biodégradation et de flux trophiques  sont les bactéries et les champignons.
Ils œuvrent de concert ou de manière complémentaire selon les conditions du milieu (température, oxygénation et pH en général),,.
Dans un premier temps, seuls les hyphomycètes ont pu être facilement identifiés. Mais de premières études poussées sur les microchampignons aquatiques décomposeurs ont pu être faites au début des années 2000 grâce aux progrès de la biologie moléculaire. Elles ont mis à jour une diversité inattendue de taxons (Ascomycota, Basidiomycota, Chytridiomycota, Zygomycota et Oomycota).

#### Biodégradation des feuilles et végétaux non lignifiés
Concernant les litières de feuilles et résidus de végétaux non ligneux (qui se déposent rapidement au fond de l'eau, principalement en automne en climat froid et continental ou presque toute l’année en zone équatoriale), on a dans les années 1990 à 2000 clairement démontré que les feuilles mortes déposées dans l’eau sont plutôt dégradées par des champignons quand l’eau est bien oxygénée (torrent, cours d’eau rapide), et plutôt par des bactéries en conditions plus anoxiques (mares, marais) . Dans les eaux torrentueuses, les champignons sont en outre aidés par une dégradation mécanique du bois et des feuilles.
En 1996, K Suberkropp et H Weyers (de l'université d'Alabama) ont constaté que « la production bactérienne et fongique augmente de façon exponentielle quand la température augmente ».
De plus, dans les eaux courantes étudiées par ces deux auteurs, « sur des feuilles colonisées durant 21 jours la production de carbone fongique a été 11 à 26 fois supérieure à la production bactérienne de carbone » alors que sur le fond d’un marais les bactéries prédominent largement toute l'année (de 10 à 18 fois plus actives dans un marais littoral d’eau douce étudié par N Buesing et M. O Gessner en 2006).
Par rapport à leurs homologues terrestres, les champignons qui biodégradent les feuilles mortes dans les torrents et cours d’eau rapides on développé des adaptations qui les rendent par exemple moins visibles de leurs prédateurs (conidies souvent transparentes) ou permettent que leurs propagules « trouvent » mieux leur cible et qu’ils y adhèrent mieux (Brown, auteur de la théorie du mouvement brownien avait été intrigué par le fait que les spores et grains de pollen présents dans l’eau ne s’y déplaçaient pas selon un schéma de type aléatoire ).
D'autres adaptations permettent aussi à certaines propagules de pourvoir efficacement « s’attacher » (par exemple à la surface d’une branche ou d’une feuille morte) malgré un fort courant.
Plusieurs auteurs ont récemment montré ou confirmé que différents types de feuilles sont colonisés par des types différents de champignons, et que sur certaines feuilles (feuilles de chêne par exemple) l'une des faces (face inférieure) dans ce cas était beaucoup plus facilement colonisées par les conidies présentes dans le milieu.
De plus, les nutriments et oligoéléments vitaux pour les champignons doivent être présents en suffisance pour que le métabolisme des champignons soit le plus efficient ; la chimie de l'eau a une grande importance pour les champignons aquatiques qui ne peuvent pas trouver certains éléments dans les sols aussi facilement que leurs homologues terrestres. De même que le taux d'oxygène qui peut ne pas être déterminant pour la croissance de certains champignons, tout en le restant pour leur sporulation. En contexte d'eutrophisation et d'anoxie (phénomène d'eaux mortes hypoxiques) les bactéries prennent généralement le dessus.

#### Biodégradation des bois-morts
L'intérieur d'une pièce de bois mort immergée est pauvre en oxygène, surtout si le bois est dense. Dans l’eau cela le rend beaucoup plus difficile à coloniser par les champignons que si le même bois-mort était simplement humide et exposé à l'air.
De plus, la surface immédiatement accessible aux champignons est bien plus importante sur des feuilles mortes immergées que pour le bois mort.
On a longtemps manqué de données quantitatives sur les décompositions respectives des feuilles et du bois par les champignons, cependant, la production fongique peut maintenant être évaluée (d'après une méthode qui a été développée pour les champignons du sol,) par mesure des taux d'incorporation d'acétate radio-marqué au carbone 14 (14C-acetate) dans l'ergostérol.
En 2008 une étude a porté sur deux ruisseaux du sud des Appalaches (l’un servant de référence et l’autre étant enrichie en éléments nutritifs) . Ce travail, conduit par la « Coastal Carolina University » a partiellement évalué le rôle des champignons aquatiques sur un cycle annuel de décomposition de bois-morts, en cherchant en outre à comparer l’efficacité de décomposition de petits bois morts (<de 40 mm de diamètre, collectés au hasard) à celle de la décomposition fongique des feuilles mortes.
Tout comme la respiration microbienne sur bois (par gramme de Carbone détritique), l’activité fongique s'est montrée bien moindre (d'un ordre de grandeur) que celle mesurée sur les feuilles. Les auteurs ont en outre constaté que l'activité microbienne (par gramme de carbone) était significativement plus élevée dans le courant enrichi en nutriments. Cependant, comme l’apport annuel en bois dans le cours d’eau était en termes d’apport de carbone dans ces cas deux à trois fois plus important que l’apport en carbone dû aux seules feuilles mortes, la part de l'apport de matière organique directement tirée du bois par des champignons est in fine comparable dans ce milieu à celle tirée des feuilles mortes (15,4 % pour le bois et 11,3 % pour les feuilles dans le courant de référence ; et 20,0 % pour le bois et 20,2 % pour les feuilles dans le courant enrichi en nutriments. Les auteurs concluent que malgré une activité fongique moyenne significativement plus faible (environ 5 fois moindre par gramme de carbone détritique considéré) sur le bois que sur les feuilles, les champignons peuvent donc être tout aussi importants pour le bois que pour les feuilles concernant le recyclage du carbone issu des feuilles et bois-morts dans les ruisseaux.

## Classification
Ces espèces étaient autrefois classées avec les plantes, sur la base de critères morphologiques dont Ingold lui-même a rapidement compris qu'ils résultent de convergence évolutive (la forme des spores en particulier pouvaient être selon lui 3 réponses aux pressions sélectives naturelles identiquement développées par des espèces phylogénétiquement éloignées :
1. ne pas sédimenter trop vite, et être emporté par le courant pour assurer la dispersion de l'espèce[112]
Il a ensuite été montré dans les années 1940 qu'en raison de leur faible taille et poids, les spores fongiques aquatiques sédimentent peu dans le courant et lentement ailleurs (0,1 mm par seconde), quelle que soit leur forme[112], mais ces formes évoquent celles des sclères d'éponge, ce qui peut laisser penser qu'elles pourraient faciliter la constitution de jeunes colonies fongiques en quelque sorte plus résistantes à l'érosion hydrique ;
2. être capable de s'ancrer sur un substrat de matière organique[112] (les formes complexes, in vitro adhèrent effectivement mieux à un substrat lisse) ;
3. être protégé de l'ingestion par de petits invertébrés aquatiques)[112] .

La plupart des espèces ont été négligées par les sciences expérimentales jusqu’à la presque toute fin du XXe siècle .
Il n'y a pas aujourd'hui de classification spécifique aux champignons aquatiques, car les données biomoléculaires disponibles montrent qu’ils ne constituent pas un groupe taxonomique en soi, mais que ce « groupe » a de multiples origines au sein de l’arbre de la vie ; une partie de ces organismes est plus proche des animaux et une autre plus proche des végétaux primitifs.
En outre la taxonomie générale des Fungi est encore amenée à évoluer. Pour des raisons pratiques et scientifiques, ces taxons sont aujourd’hui regroupés au sein du règne des Fungi et du sous-règne Dikarya (Hibbett et al. 2007) mais leur variabilité morphologique et génétique, ainsi que la ressemblance qui existe entre de nombreuses espèces impliquent un long travail d’études génétiques et biochimiques afin de stabiliser leur classification.
Ce travail est entamé dans le monde entier, par exemple pour les Blastocladiales, Monoblepharidales, Saprolegniales, Leptomitales et Legenidiales, mais de nombreuses espèces (peut être de 50 à 75 % de celles qui existent réellement selon une estimation faite en 2011 par Meredith Blackwell ) n’ont probablement pas encore été découvertes, ou sont encore confondues avec d’autres ou faussement identifiées.
Ainsi, quelques espèces, appartenant notamment au groupe des Chytridiomycota (ou 'chytrides ou Chytridiomycètes) ; une des quatre grandes divisions du règne fongique) peuvent avoir un cycle aquatique.
Le groupe des chytrides qui rassemble la plupart de ces champignons aquatiques a été subdivisé en cinq ordres.
En 1998, Michelle K.M. Wong (Université de Hong-Kong) distinguait informellement 3 groupes :
1. ) les champignons ascomycètes ingoldiens (les plus connus, car les plus étudiés, notamment trouvés sur les litières de feuilles immergées des ruisseaux et rivières[2]) ;
2. ) les ascomycètes et hyphomycetes aquatiques non ingoldiens notamment trouvés sur le bois-mort immergé[2] ;
3. ) chytrides et oomycètes (inaptes à dégrader la cellulose mais qui peuvent décomposer les matériaux qui constituent les insectes, crustacés ou pollens)[2].

Peut être en raison d'une disponibilité en oxygène différente, les champignons typiques des habitats lentiques diffèrent généralement de ceux qui vivent dans les habitats lotiques Certains des champignons trouvés en aval dans les eaux lentes et réchauffées ne se reproduisent qu'en amont dans des eaux plus vives et fraiches.

## Patrimoine encore méconnu
Les espèces subaquatiques de champignon (unicellulaires notamment) sont une partie encore mal explorée du patrimoine naturel, notamment en zone tropicale mais pas uniquement.
À titre d'exemples :
- une étude a porté sur des champignons du genre hyphomycète trouvés sur des échantillons de bois morts submergés ou semi-immergée collectés au hasard dans seulement six ruisseaux d'eau douce de deux parcs nationaux thaïlandais (Forêts de Doi Inthanon et de Khao Yai) de juillet 2009 à novembre de 2010. Sur 1 171 observations fongiques faites sur ces bois-morts, 32 espèces appartenant à 13 genres ont été identifiées dont 41 % communes aux deux sites. Parmi ces genres, dix-huit étaient nouveaux pour la Thaïlande (soit 56,25 % de toutes les espèces). Dans les deux forêts, les espèces les plus communes (plus de 10 % d'occurrence) étaient Candelabrum brocchiatum (34,5 %), puis corticalis Pseudaegerita (15,4 %), et Cancellidium applanatum (12,5 %), puis venaient Helicomyces roseus (6,3 %), Candelabrum microsporum (4,3 %) et Helicosporium panachaeum (4,3 %), les autres espèces étant considérées comme plus rares, trouvées qu'une seule fois sur chaque site (Candelabrum sp., Helicoma atroseptatum, H. perelegans, H. resinae, Helicoma sp., Helicosporium aureum et H. gracile) ;
- M. Wong (1998), en inventoriant un seul petit cours d'eau de Hong-kong (Lam Tsuen river) y a identifié environ 200 espèces de champignons aquatiques, ce qui était à l'époque plus que le nombre total d'espèces non ingloldienne connues pour toute la zone tropicale[2] ;
- En 1997, Hyde & Goh (1997) estimaient que si des études systématiques nouvelles étaient faites dans tous les systèmes d'eau douce, plus de la moitié des ascomycètes identifiés par ces études seraient des espèces nouvelles pour la science[114].

On commence à pouvoir mieux étudier certaines espèces rares en maitrisant mieux leur culture ex situ. et grâce à de nouveaux moyens d'analyse génétique et biochimique.

## Espèces marines et d'eau douce
Les taxonomistes observent un certain chevauchement des espèces entre des taxons terrestres et d'eau douce, mais que ce phénomène est rare entre taxons d'eau douce et taxons marins.
Dès le milieu du XXe siècle, en en cherchant, on en a trouvé, sur des algues, du bois et des cordes dans la zone intertidale et sous le niveau des basses d'eau à Aberystwyth et dans quelques sites de la côte de la baie de Cardigan (Irlande du Nord), ce sont en 1951 vingt espèces de Sordariomycetes et de champignons imparfaits qui ont été observés (17 déjà décrites et 3 espèces probablement nouvelles ; plusieurs n'avaient jamais été cités pour la Grande-Bretagne ; Halophiobolus salinus, H. opacus, Ceriosporopsis halima, Peritrichospora integra, Remispora maritima, Amphisphaeria maritima, Helicoma maritimum, H. salinum, Speira pelagica et Botryophialophora marina..
Vers 2010, seules 537 espèces de champignons exclusivement marins étaient décrites, mais le nombre réel de taxons pourrait dépasser selon E.G Jones 10 000, un nombre qui reste très peu élevé pour l'échelle planétaire, par rapport aux taxons terrestres . On a d'abord pensé qu'il y avait peu d'espèces marines (Dikarya surtout) et principalement localisées près des côtes, mais le séquençage à haut débit a mis en évidence de nouveaux phylotypes et des lignées inconnues. L'étude de l'ADN environnemental n'a pas révélé une biodiversité très élevée.
En 2019, alors que la recherche prépare des pistes et outils nouveaux dans le domaine, ces champignons marins restent très mal connus,. On sait que leur biomasse est localement importante, leur taxonomie n'est pas stabilisée, et quelques mycologues spécialisés dans ce domaine cherchent à savoir s'ils ont en mer les mêmes rôles ou des rôles similaires à ceux qu'ils ont dans les écosystèmes terrestres ou d'eau douce .
On en trouve sur les débris de plantes mortes, et d'autres substrats organiques flottants ou échoués, et dans les zones exposées aux embruns (plages, dunes, en tant qu'espèces lignicoles des bois flottés par exemple, mais aussi sous forme de spores vivants à l'intérieur du sable (ex : Ascomycètes marins et fungi imperfecti). De nombreuses espèces n'ont probablement pas encore été décrites ni étudiées, notamment sous les tropiques, et pour les taxons endophytes et cryptiques 
Certains sont des champignons coprophiles et se développent sur les fientes d'oiseaux d'eau ou sur les excréments d'autres animaux aquatiques.
Dans les lacs, certaines espèces microscopiques croissent sur les cadavres de crustacés ou d'organismes planctoniques. Les espèces marines côtières pourraient avoir divergé précocement dans l'arbre du vivant.
On trouve aussi des microchampignons dans les lacs salés, dont par exemple deux espèces (Monodktys pelagica (Johnson) Jones et Naïs inornata Kohlm) trouvées au début des années 1970, pour la première fois hors de la mer, dans un lac du Wyoming riche en MgSO4 et Na2SO4 
La croissance des champignons terrestres ou aquatiques, et même marins, et leur reproduction (sporulation) sont affectées au-delà d'une certaine salinité (variable selon les espèces).
Cependant, certains ascomycètes marins sont très tolérants aux conditions de salinités (élevées ou basses) alors que leurs cousins ascomycètes d'eau douce ne supportent pas l'eau salée. Les champignons imparfaits semblent plutôt tolérants. Les hyphomycetes ne supportent pas les eaux très douces (oligotrophes et faiblement minéralisées). Chez Chaetomium globosum le sel n'a d'effet qu'à certains moments de son cycle de développement.

## Pathogénicité
Elle est mal évaluée et elle varie probablement selon les espèces, selon les souches et selon le patrimoine immunitaire et la vulnérabilité des espèces attaquées par ces champignons. A titre d'exemple, les genres Saprolegnia, Aphanomyces et Achlya sont très infectieux pour les crustacés, amphibiens, mollusques et poissons. Dans les piscicultures, certains champignons de cette famille s’installent sur les œufs morts et de là contaminent les œufs vivants  ;
- Chez les poissons : les affections fongiques sont assez rarement observées en pleine nature chez des poissons sauvages, mais très fréquentes dans les masses d'eau artificialisées, dans les piscicultures ou en Aquariophilie. Parmi les oomycètes (qui peuvent infecter des plantes ou des animaux), la famille des saprolegniaceae contient plusieurs pathogènes à fort impact socio-économique[134],[135] et préoccupants pour les piscicultures industrielles (salmoniculture notamment[136]).
- les crustacés ne sont pas épargnés [137] ;
- Chez les amphibiens, une espèce (Batrachochytrium dendrobatidis) cause la chytridiomycose, une maladie infectieuse, émergente, occasionnant la mort de nombreuses espèces de crapauds et grenouilles, en bloquant leurs organes respiratoires (phénomène reconnu depuis 1998, en Australie et à Panama qui a été rapidement soupçonné d'être un cofacteur explicatif de mortalités importantes et anormales d'amphibiens maintenant constatées partout dans le monde). D'autres espèces peuvent aussi attaquer les œufs d'amphibiens[138] ;
- Dans le monde végétal, certaines espèces s'attaquent à des plantes cultivées riches en eau, comme le maïs et la luzerne, ou à un certain nombre d'autres plantes des zones humides ; ce sont des parasites endocellulaires, qui souvent ne sont pas des « champignons aquatiques vrais ».

## Capacité de bioaccumulation de toxiques
Elle est encore mal étudiée, mais - comme leurs cousins terrestres - les champignons marins étudiés se montrent aptes à absorber et bioaccumuler certains métaux lourds ou éléments traces métalliques.
On a montré qu'alors que les feuilles de roselières (Phragmites australis) se décomposent sous l'eau, le taux d'éléments traces métalliques et de métaux lourds (prélevés dans l'eau) augmente dans la matière organique en décomposition au même rythme que le taux d'ergostérol (qui indique une colonisation de ce nouveau substrat par des champignons aquatiques), en interférant aussi avec le cycle des polluants métalliques dans les zones humides ;
Ceci vaut pour le milieu marin. Ainsi deux espèces marines (Corollospora lacera &  Monodictys pelagica) absorbent le plomb à doses élevées sans effet toxique pour elles, et bioaccumulent le cadmium, qui cependant - à la différence du plomb - inhibe sévèrement leur croissance ; surtout pour M. pelagica et alors dans ce cas que le taux d'ergostérol chute au fur et à mesure que la concentration du champignon en cadmium augmente. Ces deux métaux sont absorbés par le mycélium poussant sur un substrat en contenant (sous forme bioassimilable), d'autant plus que la teneur en métal est élevée. Il est apparu que le mycélium de C. lacera se détoxique du plomb qu'il absorbe en le stockant (pour 93 % de tout le plomb absorbé) dans l'espace extracellulaire du champignon. M. pelagica s'est montré capable de bioconcentrer plus de 60 mg de cadmium et plus de 6 mg de plomb par gramme de mycélium, alors que C. lacera bioaccumulait plus de 7 mg de cadmium et jusqu'à 250 mg de plomb par gramme de mycélium. Dans les deux cas, les métaux bioaccumulés peuvent contaminer des organismes aquatiques mycophages (escargots aquatiques, certains poissons qui se nourrissent en raclant le biofilm présent sur divers substrats) puis le réseau trophique.

## État des populations, vulnérabilités
La plupart des espèces de champignons aquatiques sont microscopiques, translucides et difficile à identifier ; et ils n'ont probablement pas encore été inventoriés ou découverts. L'état des populations ne peut donc qu'être approximativement évalué, et on ne dispose pas d'état zéro permettant de savoir si ces populations sont stables ou en régression depuis un siècle ou plus.
Différents types de fongicides sont massivement utilisés dans le monde et diffusés dans la nature. Une partie d'entre eux aboutissent dans les lacs, les cours d'eau et dans la mer (notamment ceux qui sont les plus solubles dans l'eau, et ceux qui se fixent sur les particules de sol susceptibles d'être entrainées par l'érosion.
Le mécanisme écotoxique d'un fongicide varie principalement selon le type de molécules qu'il contient et la dose. De manière générale, les fongicides sont une menace directe et croissante pour des « espèces non-cibles », qui ne sont pas correctement pris en compte par les études d’évaluation écotoxicologique de ces biocides, car ils de plus en plus utilisés dans le monde et souvent retrouvés dans les cours d’eau et zones humides à la suite du ruissellement ou de la « dérive aérienne » d’aérosols pulvérisés.
Les effets de ces biocides sur les champignons aquatiques, peuvent comme pour d'autres organismes être testés via des tests individuels in vitro et/ou en microcosmes ; ils varient souvent beaucoup selon la dose mais aussi selon leur sensibilité ou leur stade de développement, ou selon le fait que l'exposition est courte ou chronique, de l’espèce considérée.
Peu de travaux ont porté sur les groupes fongiques aquatiques, mais des phénomènes de sélection adaptative avec émergence de souches pathogènes résistantes aux fongicides sont déjà observés dans le cas d'antibiothérapies ou de l'usage agricole de fongicides (par exemple avec les mycoses (ex : Aspergilloses ou Candidoses,,) antibiorésistantes et autres antibiorésistances en médecine humaine ou vétérinaire ou avec l'apparition de résistances à des fongicides tels que les benzimidazoles et thiophanates en céréaliculture ou dans le cas de traitements contre l'Oïdium du blé et autres biocides en général chez d'autres microorganismes capables de se reproduire en grand nombre et rapidement. Inversement, certains effets peuvent être facilement sous-estimés : Ainsi, parfois, même si le champignon ne semble pas affecté dans sa croissance ou son activité, de faibles doses de biocide peuvent inhiber sa sporulation et/ou la germination des conidies (ainsi la germination des conidies de Campylospora chaetocladia, Flabellospora verticillata, Flagellospora penicilliodes, Helicosporium sp., Lunulospora curvula et Wiesneriomyces javanicus n'est pas en laboratoire inhibée jusqu'à 1 mg 1 (-1) pour plusieurs pesticides testés, mais au-delà de cette concentration, le taux de germination des conidies diminuait avec l'augmentation de la dose.
Pour des raisons encore mal comprises, selon Chandrashekar & al. (1994),« la tolérance des organismes aux produits chimiques peut être considérée comme liée au substrat ». Au-dessus de cette concentration la germination des conidies pour cent a diminué avec l'augmentation de la concentration.
Malgré quelques progrès méthodologiques et techniques d’évaluation écotoxicologique des fongicides, les études d’effets étant lacunaires, les effets toxiques des fongicides et d’autres biocides sur la communauté fongique aquatique pourraient avoir été sous-estimés. Une étude néerlandaise (2011) a cherché à savoir si les seuils autorisées ou jugés acceptables pour la santé humaine ou la protection de producteurs primaires et de divers vertébrés (poissons, crustacés, mammifères..) sont aptes à aussi protéger les champignons aquatiques « sauvages » et non-cibles. Sur la base de tests d’écotoxicité fait sur un panel de diverses espèces fongiques et d’Oomycètes isolées et identifiées dans des eaux de surface polluées aux Pays-Bas (pour sept fongicides ayant des modes d'action différents) des effets écotoxiques aigus ont effectivement été observés, à des doses inférieures à ce que tolère la réglementation pour 3 types de fongicides (triazole, époxiconazole et tébuconazole). Or, dans les environnements agricoles et anthropisés contemporains, ces champignons peuvent être exposés à des « cocktails » de nombreux fongicides et parfois de manière « chronique », avec un effet cocktail (synergique) et des effets directs ou indirects et différés dans l'espace et/ou le temps.
Beaucoup de champignons aquatiques sont vulnérables à de faibles doses (5 à 10 mg/l) de fongicides, dose par exemple couramment utilisés dont la bouillie bordelaise.
Ils se montrent également sensibles à certains insecticides comme le BHC (hexachlorure de benzène), et naturellement aux peintures anti-salissures, aux produits anti-lichens utilisés pour le nettoyage de toitures ou bâtiments ou encore aux antifoolings spécifiquement utilisés pour protéger les coques de navires (Sridhar et kaveriappa 1986).
Certaines espèces, ayant besoin d’eau fraiche et oxygénée pour se reproduire pourraient être vulnérables au réchauffement climatique.
Localement et parfois sur de vastes territoires, les cultures irriguées (avec fongicides) et le drainage agricole des zones humides (qui a en France été exacerbé dans les années 1970 par les grands remembrements et de nouvelles techniques de drainage et d'évacuation des eaux), le comblement ou colmatage des mares ou la surexploitation de ressources en eau superficielle a pu causer ou causera la régression des populations de champignons aquatiques.

## Enjeux de connaissance
Ces espèces jouent un rôle majeur dans le cycle du carbone et pour l'autoépuration des masses d’eau. Elles ont un fort potentiel médical (les premiers antibiotiques dérivaient des champignons) et représentent aussi un enjeu industriel, notamment en termes de biomimétisme.
Ces espèces ont une valeur bioindicatrice. Des enjeux d’évaluation environnementale et sanitaire existent donc aussi. Elles sont par exemple pour certaines très sensibles au taux d'oxygène, aux fongicides ou encore à l’acidification (dans la colonne d’eau en milieu « normal » ou « extrême » et à la température, ainsi qu’à la teneur en matière organique des eaux, trois paramètres fortement influencés par l’homme dans les zones anthropisées (de plus en plus vastes) et dans le contexte du dérèglement climatique, et de l’acidification des eaux (pluies et autres milieux aquatiques, dont via le drainage minier acide). En outre, certaines espèces sont pathogènes ou parasites (responsables de mycoses et d’ulcères de poissons, tortues, de la peste de l'écrevisse, de mortalité massive d’amphibiens…), et sont donc d’intérêt pour l’agriculture, l’élevage, voire la santé humaine.
Ces espèces devraient être prises en compte pour la mesure du bon état écologique des eaux et des bassins puis que l’on trouve parmi les champignons aquatiques à la fois des bioindicateurs, et quelques espèces pathogènes et/ou susceptibles d’affecter très négativement la biodiversité (des amphibiens notamment) en situation de déséquilibre écologique.
Un autre enjeu est de trouver des stratégies de biocontrôle de ces champignons quand ils sont des pathogènes gênants pour l’Homme, les cultures, l’aquaculture et d’autres formes d’élevage, c'est-à-dire de lutte biologique dans les domaines médicaux, vétérinaires, et agro-industriels (protection des bois), tout en limitant l’appel aux biocides toxiques et parfois non biodégradables comme dans le cas des antifoolings ou de certains produits de protection du bois.
Inversement, certains champignons peuvent être utilisés comme biopesticides contre certains parasites des cultures, ou contre certains vecteurs de maladies, en veillant alors à ce qu’ils ne risquent pas d’affecter les écosystèmes ou devenir invasifs (si utilisés hors de leur contexte biogéographique naturel).

## Génétique, biologie moléculaire et biotechnologies
Ce n'est qu'au XXe siècle qu'on a compris que les champignons aquatiques avaient aussi une reproduction sexuée, qu’ils répondent aussi aux lois darwinienne de la sélection génétique et que comme les champignons terrestres, ils sont très différents des plantes.
Trois scientifiques Burgeff, Kniep et Lindegren ont contribué à lancer les études génétiques mycologiques . la recherche en mycologie a trouvé un regain d’intérêt avec la découverte de la pénicilline, puis à nouveau avec le développement des biotechnologies et en particulier de la biologie moléculaire.
En tant que décomposeurs subaquatiques, certains de ces champignons (ou leur connaissance approfondie) pourraient peut-être apporter des solutions pour améliorer l’efficience des stations d’épuration, la production d’agrocarburants ou de biocarburants ou d’autres produits biosourcés utiles, notamment à partir de matières organiques et déchets agroalimentaires et industriels aujourd’hui difficilement exploitables à cause par exemple d’une forte teneur en lignine ou cellulose.
De même pour le domaine de filtration, de remédiation ou de biodétection de certains polluants dispersés, mais posant problèmes à faibles doses.